# 274-я истребительная авиационная дивизия
274-я истреби́тельная авиацио́нная диви́зия (274-я иад) — соединение Военно-Воздушных сил (ВВС) Вооружённых Сил РККА, принимавшее участие в боевых действиях Великой Отечественной войны.

## История наименований
- 274-я истребительная авиационная дивизия;
- 4-я гвардейская истребительная авиационная дивизия;
- 4-я гвардейская истребительная авиационная Оршанская дивизия;
- 4-я гвардейская истребительная авиационная Оршанская Краснознамённая дивизия;
- 4-я гвардейская истребительная авиационная Оршанская Краснознамённая ордена Суворова дивизия;
- 4-я гвардейская истребительная авиационная Оршанская Краснознамённая ордена Суворова дивизия ПВО;
- 170-я гвардейская истребительная авиационная Оршанская Краснознамённая ордена Суворова дивизия.

## Создание дивизии
274-я истребительная авиационная дивизия создана 20 июля 1942 года

## Переименование дивизии
274-я истребительная авиационная дивизия за образцовое выполнение заданий командования в боях с немецкими захватчиками и проявленные при этом мужество и героизм на основании Приказа НКО СССР переименована в 4-я гвардейскую истребительную авиационную дивизию.

## В действующей армии
В составе действующей армии:
- с 22 октября 1942 года по 21 марта 1943 года[3], всего — 150 дней

## Командиры дивизии
| Звание       | Ф. И. О.                    | Период                  |
| ------------ | --------------------------- | ----------------------- |
| Подполковник | Московец Пимен Корнеевич    | 02.07.1942 — 15.01.1943 |
| Полковник    | Китаев, Владимир Алексеевич | 26.02.1943 — 02.08.1944 |

## В составе объединений
| Дата            | Фронт (округ)                        | Армия                                | Корпус                                            |
| --------------- | ------------------------------------ | ------------------------------------ | ------------------------------------------------- |
| 21.07.1942 года | Резерв Верховного Главнокомандования | 2-я истребительная авиационная армия |                                                   |
| 10.09.1942 года | Резерв Верховного Главнокомандования |                                      | 1-й истребительный авиационный корпус             |
| 22.10.1942 года | Калининский фронт                    | 3-я воздушная армия                  | 1-й истребительный авиационный корпус             |
| 21.03.1943 года | Калининский фронт                    | 3-я воздушная армия                  | 1-й гвардейский истребительный авиационный корпус |

## Части и отдельные подразделения дивизии
| Период                  | Наименование                                                   |
| ----------------------- | -------------------------------------------------------------- |
| 02.07.1942 — 03.08.1942 | 416-й истребительный авиационный полк (ЛаГГ-3) (расформирован) |
| 17.09.1942 — 18.03.1943 | 875-й истребительный авиационный полк (Як-1, Як-7)             |
| 18.09.1942 — 18.03.1943 | 271-й истребительный авиационный полк (Як-1, ЛаГГ-3)           |
| 14.10.1942 — 18.03.1943 | 653-й истребительный авиационный полк                          |

## Участие в операциях и битвах
- Великолукская операция, с 23 ноября 1942 года по 18 марта 1943 года
- Демянская операция, с 15 февраля 1943 года по 28 февраля 1943 года

## Переименование в гвардейские
- 271-й истребительный авиационный полк переименован в 64-й гвардейский истребительный авиационный полк[2]
- 653-й истребительный авиационный полк переименован в 65-й гвардейский истребительный авиационный полк[2]
- 875-й истребительный авиационный полк переименован в 66-й гвардейский истребительный авиационный полк[2]

## Герои Советского Союза
- Вострухин Пётр Михайлович, младший лейтенант, старший лётчик 271-го истребительного авиационного полка 274-й истребительной авиационной дивизии 1-го истребительного авиационного корпуса 3-й воздушной армии Указом Президиума Верховного Совета СССР 1 мая 1943 года удостоен звания Герой Советского Союза. Золотая Звезда № 928.
- Глухих Иван Михайлович, капитан, штурман 271-го истребительного авиационного полка 274-й истребительной авиационной дивизии 1-го истребительного авиационного корпуса 3-й воздушной армии Указом Президиума Верховного Совета СССР 1 мая 1943 года удостоен звания Герой Советского Союза. Золотая Звезда № 929.
- Кирьянов Константин Андрианович, старший лейтенант, командир эскадрильи 875-го истребительного авиационного полка 274-й истребительной авиационной дивизии 1-го истребительного авиационного корпуса 3-й воздушной армии Указом Президиума Верховного Совета СССР 1 мая 1943 года удостоен звания Герой Советского Союза. Золотая Звезда № 930.
- Муравьёв Павел Игнатьевич, старший лейтенант, командир эскадрильи 271-го истребительного авиационного полка 274-й истребительной авиационной дивизии 1-го истребительного авиационного корпуса 3-й воздушной армии Указом Президиума Верховного Совета СССР 1 мая 1943 года удостоен звания Герой Советского Союза. Золотая Звезда № 932.
- Сыромятников Сергей Васильевич, лейтенант, заместитель командира эскадрильи 875-го истребительного авиационного полка 274-й истребительной авиационной дивизии 1-го истребительного авиационного корпуса 3-й воздушной армии Указом Президиума Верховного Совета СССР 1 мая 1943 года удостоен звания Герой Советского Союза. Посмертно.
- Хасин Виктор Яковлевич, капитан, командир эскадрильи 271-го истребительного авиационного полка 274-й истребительной авиационной дивизии 1-го истребительного авиационного корпуса 3-й воздушной армии Указом Президиума Верховного Совета СССР 1 мая 1943 года удостоен звания Герой Советского Союза. Золотая Звезда № 936.
- Чапчахов, Лазарь Сергеевич, командир 416-го истребительного авиационного полка 274-й истребительной авиационной дивизии, батальонный комиссар, Указом Президиума Верховного Совета СССР от 21 июля 1942 года удостоен звания Герой Советского Союза. Посмертно.
- Чернобай Андрей Петрович, заместитель командира эскадрильи 875-го истребительного авиационного полка 274-й истребительной авиационной дивизии 1-го истребительного авиационного корпуса 3-й воздушной армии Указом Президиума Верховного Совета СССР 22 февраля 1943 года удостоен звания Герой Советского Союза. Золотая Звезда № 815.
- Якубов Илья Фомич, лейтенант, заместитель командира эскадрильи 653-го истребительного авиационного полка 274-й истребительной авиационной дивизии 1-го истребительного авиационного корпуса 3-й воздушной армии Указом Президиума Верховного Совета СССР 22 февраля 1943 года удостоен звания Герой Советского Союза. Золотая Звезда № 817.